# Myza
Myza – rodzaj ptaków z rodziny miodojadów (Meliphagidae).

## Zasięg występowania
Rodzaj obejmuje gatunki występujące na Celebesie.

## Morfologia
Długość ciała 17–20 cm; masa ciała 19,5–22,5 g.

## Systematyka

### Etymologia
- Myza: gr. μυζαω muzaō „ssać”[5].
- Orodytes: gr. ορος oros, ορεος oreos „góra”; δυτης dutēs „nurek”, od δυω duō „zanurzać się”[6]. Typ nomenklatoryczny: Arachnothera ? celebensis A.B. Meyer & Wiglesworth, 1895.

### Podział systematyczny
Do rodzaju należą następujące gatunki:
- Myza celebensis (A.B. Meyer & Wiglesworth, 1894) – miodownik mały
- Myza sarasinorum A.B. Meyer & Wiglesworth, 1895 – miodownik duży